# Roda de oleiro

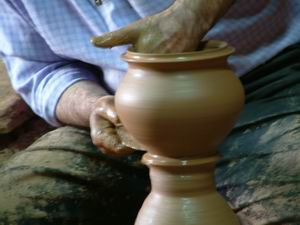
Trabalhando argila, vulgarmente chamada barro, na roda de oleiro.

A roda de oleiro é uma forma milenar de produzir peças, com uma roda feita a partir de madeira ou ferro. O movimento é feito pela perna que vai sendo jogada contra a roda e assim um movimento necessário para se produzir artefactos cerâmicos.
Muito usada em olarias de Portugal e no nordeste do Brasil, são oficinas centenárias e que ainda mantém esse jeito tradicional e econômico de produzir muitas peças em grande escala.

## História
Muitos estudiosos modernos sugerem que a primeira roda de oleiro foi desenvolvida pela primeira vez pelos antigos Suméria na Mesopotâmia. Uma roda de oleiro de pedra encontrada na cidade suméria de Ur, no atual Iraque, foi datada de cerca de 3129 aC, mas fragmentos de cerâmica de uma data ainda anterior foram recuperados na mesma área. No entanto, o sudeste da Europa e China também foram reivindicados como possíveis locais de origem. Além disso, a roda também era popularmente usada por ceramistas a partir de cerca de 3500 aC nas principais cidades da Civilização do Vale do Indo no sul da Ásia, nomeadamente Harappa e Moenjodaro (Kenoyer, 2005). Outros consideram o Egito como "o lugar de origem da roda de oleiro. Foi aqui que o eixo da plataforma giratória foi alongado por volta de 3.000 aC e um volante foi adicionado. O volante foi chutado e posteriormente movido puxando a borda com a mão esquerda enquanto formava o barro com a direita. Isso levou ao movimento anti-horário da roda de oleiro, que é quase universal." Portanto, a origem exata da roda ainda não está totalmente clara.